# Oxyomus debilis
Oxyomus debilis är en skalbaggsart som beskrevs av Edgar von Harold 1877. Oxyomus debilis ingår i släktet Oxyomus och familjen Aphodiidae. Inga underarter finns listade i Catalogue of Life.